# Infernal Affairs
Cet article possède un paronyme, voir Internal Affairs.
Série
Infernal Affairs 2
(2003)
Pour plus de détails, voir Fiche technique et Distribution.
Infernal Affairs (無間道, Mou gaan dou) est un thriller hongkongais en cantonais réalisé par Andrew Lau et Alan Mak et sorti le 12 décembre 2002 à Hong Kong. Il raconte l'histoire d'un policier infiltrant une triade, tandis qu'un membre de cette même triade infiltre la police de Hong Kong. C'est le premier volet de la série des Infernal Affairs (en), suivi par Infernal Affairs 2 (2003) et Infernal Affairs 3 (2003).
Le titre original du film en cantonais signifie « Le chemin incessant » et est une référence à l'Avīci, le niveau le plus bas de l'enfer dans le bouddhisme, où l'on endure des souffrances permanentes. Le titre anglais est un jeu de mots combinant l’adjectif « infernal » (relatif à l'enfer) et « internal affairs », les enquêtes internes de la police sur ses propres agents.
La promotion du film insiste sur la distribution (Andy Lau, Tony Leung, Anthony Wong, Eric Tsang, Sammi Cheng et Kelly Chen), et le long-métrage reçoit des critiques élogieuses pour son intrigue originale et son style de narration concis et rapide.
Le film est sélectionné à l'Oscar du meilleur film en langue étrangère pour la 76e cérémonie des Oscars mais n'est finalement pas nommé. Miramax acquiert les droits de distribution aux États-Unis et le film bénéficie d'une sortie limitée en 2004.
Infernal Affairs a inspiré plusieurs films, notamment Les Infiltrés (2006) de Martin Scorsese, qui remporte plusieurs récompenses dont l'Oscar du meilleur film.

## Synopsis
À Hong Kong, la police locale et une triade se livrent une lutte impitoyable. Pour défendre ses intérêts, Sam, le parrain de la mafia, décide d'infiltrer des hommes dans la police. Son meilleur élément, Lau Kin Ming, y jouit d'une réputation sans tache et gravit les échelons de la hiérarchie. Dans le même temps, la police décide d'envoyer, elle aussi, son meilleur élément, Chan Wing Yan, comme taupe dans la mafia. Sa mission est de récolter suffisamment d'informations pour faire tomber Sam. Pour garder le secret de cette mission, seul le commissaire Wong est au fait de ses agissements et de sa véritable identité. Petit à petit, Yan monte également dans la hiérarchie mafieuse pour devenir un des principaux lieutenants de Sam.
Le jour où police et mafia se rendent compte qu'une taupe est infiltrée dans chacun des camps, une course contre la montre s'engage. Le premier qui démasquera l'autre l'emportera… Mais en chemin, ces deux agents infiltrés vont devoir faire face à leurs propres démons. En effet, la mafia livre une guerre violente pour découvrir qui est la taupe tandis que la police elle-même promet une belle récompense à celui qui trouvera le traître…

## Fiche technique
- Titre : Infernal Affairs
- Titre original : 無間道 (Wu jian dao)
- Titre québécois : Affaires internes
- Réalisation : Andrew Lau et Alan Mak
- Scénario : Felix Chong et Alan Mak
- Musique : Chan Kwong-wing
- Photographie : Lai Yiu-Fai, Andrew Lau et Christopher Doyle (non crédité)
- Montage : Pang Ching-Hei et Danny Pang
- Décors : Wong Ching Ching et Choo Sung Pong
- Costumes : Lee Pik Kwan
- Production : Andy Lau
- Sociétés de production : Media Asia Films et Basic Pictures
- Sociétés de distribution : Media Asia Distribution Ltd. (Hong Kong), Miramax Films (États-Unis), TFM Distribution (France)
- Pays d'origine :  Hong Kong
- Langue originale : cantonais
- Format : couleurs - 2,35:1 - DTS / Dolby Digital / SDDS - 35 mm
- Genre : Thriller, policier et action
- Durée : 101 minutes
- Dates de sortie : 
  - Hong Kong : 12 décembre 2002
  - France : 1er septembre 2004
  - Belgique : 8 décembre 2004

## Distribution
- Tony Leung Chiu-wai (VF : Pierre Baux, VQ : Tristan Harvey) : Chan Wing Yan
- Andy Lau (VF : Jean-Michel Fête, VQ : Louis-Philippe Dandenault) : Lau Kin Ming
- Anthony Wong (VF : Hervé Furic, VQ : François L'Écuyer) : SP Wong Chi Shing
- Eric Tsang (VF : Sylvain Clément, VQ : Jacques Lavallée) : Hon Sam
- Gordon Lam (VF : Damien Boisseau) : l'inspecteur Billy
- Kelly Chen (VF : Anneliese Fromont) : Dr Lee Sum Yee
- Sammi Cheng (VF : Marion Valantine) : Mary
- Edison Chen (VF : Julien Lucas) : Lau Kin Ming plus jeune
- Shawn Yue (VF : Guillaume Clayssen) : Chan Wing Yan plus jeune
- Chapman To (VF : Benjamin Boyer) : Keung
- Elva Hsiao (VF : Magali Barney) : May
- Ng Ting Yip (VF : Bernard Allouf) : l'inspecteur Cheung
- Dion Lam (VF : Boris Rehlinger) : Del Piero
- Wan Chi Keung (VF : Gérard Sergue) : l'officier Leung
- Fung Hui Kam : le principal de l'école de police

Sources et légende : version française (VF) sur Voxofilm; et version québécoise (VQ) sur carton de doublage du film

## Accueil
Le film a rapporté 8 708 932 dollars dans le monde entier (dont 7 millions à Hong Kong où le film a été un très grand succès). Il figure à la trentième place des 100 meilleurs films en langue non-anglaise dans le classement fait par le magazine Empire.
Le film a reçu un très bon accueil de la critique, recueillant 95 % de critiques positives, avec un score moyen de 7,6/10 et sur la base de 60 critiques collectées, sur le site internet Rotten Tomatoes. Il obtient également un score de 75/100, sur la base de 19 critiques, sur le site Metacritic. En France, les critiques ont également été très bonnes. le Monde évoque « un polar passionnant », Le Parisien deux acteurs principaux époustouflants et « un scénario bien ficelé », les Inrockuptibles « un thriller efficace et racé », Première « un scénario d'une simplicité qui confine au génie », et  Positif un film noir qui est une « description angoissante de l'enfer sur terre ».

## Autour du film
Infernal Affairs contient quelques clins d'œil au film de John Woo À toute épreuve (Hard Boiled). Dans ce dernier, Tony Leung joue également le rôle d'une taupe de la police, et plusieurs scènes avec le commissaire rappellent Infernal Affairs (par exemple la scène ou le commissaire lui souhaite son anniversaire). De même, Anthony Wong, qui joue le commissaire Wong dans Infernal Affairs, joue le rôle d'un mafieux dans Hard Boiled.

## Remakes et parodies

### Remake américain
En 2006, Martin Scorsese met en scène Leonardo DiCaprio et Matt Damon dans le remake américain du film, Les Infiltrés. L'action est transposée à Boston et confronte la police américaine à la pègre irlandaise.
Bien accueilli par le public et les critiques, le film recevra le Golden Globe Award du meilleur réalisateur et 4 Oscars du cinéma (meilleur film, meilleur réalisateur, meilleur montage et meilleur scénario adapté).

### Autres
En 2003, Infernal Unfairs (Cheng chong chui lui chai 2004), de Wong Jing, parodie Infernal Affairs, avec plusieurs acteurs du film d'origine.
En 2017, une version indienne du film est également en préparation.

## Distinctions
Sauf mention contraire, cette liste provient d'informations de l'Internet Movie Database.

### Récompenses
- Prix du public lors du Far East Film Festival 2003.
- Prix du meilleur film, meilleur scénario, meilleur réalisateur, meilleur acteur (Tony Leung Chiu-wai) et meilleur second rôle masculin (Anthony Wong), lors des Golden Bauhinia Awards 2003.
- Prix du meilleur film, meilleur réalisateur, meilleur acteur (Tony Leung), meilleur second rôle masculin (Anthony Wong) et meilleurs effets sonores (Kinson Tsang), lors du Golden Horse Film Festival 2003.
- Prix du meilleur film, meilleur réalisateur, meilleur scénario, meilleur montage, meilleur acteur (Tony Leung Chiu-wai), meilleur second rôle masculin (Anthony Wong) et meilleure chanson (Ronald Ng, pour Infernal Affairs), lors des Hong Kong Film Awards 2003.
- Prix du meilleur acteur (Anthony Wong) et prix du film du mérite, lors des Hong Kong Film Critics Society Awards 2003.
- Prix du meilleur film étranger lors des Blue Ribbon Awards 2004.

### Nominations
- Prix du meilleur acteur (Andy Lau), lors des Golden Bauhinia Awards 2003.
- Prix du meilleur acteur (Andy Lau), du meilleur scénario original, du meilleur montage, de la meilleure photographie, des meilleurs décors, des meilleurs effets visuels et de la meilleure chorégraphie de scènes d'action, lors du Golden Horse Film Festival 2003.
- Prix du meilleur acteur (Andy Lau), de la meilleure musique, des meilleurs costumes, de la meilleure photographie, du meilleur son, des meilleurs effets visuels, du meilleur second rôle masculin (Eric Tsang et Chapman To) et de la meilleure chorégraphie de scènes d'action,
- Grand prix de l'Union de la critique de cinéma en 2005.
- Prix du meilleur acteur (Tony Leung Chiu-wai) et meilleur second rôle masculin (Anthony Wong), lors des Chlotrudis Awards 2005.